# Challenger de Río de Janeiro 2016
El torneo Vivo Tennis Cup 2016 fue un torneo profesional de tenis que perteneció al ATP Challenger Series 2016. Se disputó su 1ª edición sobre canchas de arcilla, en Río de Janeiro, Brasil, entre el 18 y el 24 de enero de 2016.

## Jugadores participantes del cuadro de individuales
| Favorito | País                  | Jugador                 | Rank1 | Posición en el torneo |
| -------- | --------------------- | ----------------------- | ----- | --------------------- |
| 1        | Bandera de Argentina  | Horacio Zeballos        | 124   | Baja                  |
| 2        | Bandera de España     | Roberto Carballés Baena | 125   | Primera ronda         |
| 3        | Bandera de Brasil     | Rogério Dutra Silva     | 126   | Segunda ronda         |
| 4        | Bandera de Argentina  | Facundo Bagnis          | 130   | CAMPEÓN               |
| 5        | Bandera de Portugal   | Gastão Elias            | 135   | Cuartos de final      |
| 6        | Bandera de Argentina  | Facundo Argüello        | 138   | Cuartos de final      |
| 7        | Bandera de Austria    | Gerald Melzer           | 144   | Primera ronda         |
| 8        | Bandera de Eslovaquia | Andrej Martin           | 146   | Cuartos de final      |

- 1 Se ha tomado en cuenta el ranking del 11 de enero de 2016.

### Otros participantes
Los siguientes jugadores recibieron una invitación (wild card), por lo tanto ingresan directamente al cuadro principal (WC):
- Wilson Leite
- Thiago Monteiro
- Pedro Sakamoto
- Carlos Eduardo Severino

Los siguientes jugadores ingresan al cuadro principal tras disputar el cuadro clasificatorio (Q):
- Andrea Collarini
- Gonzalo Escobar
- Peter Torebko
- Clement Geens

## Campeones

### Individual Masculino
- Facundo Bagnis derrotó en la final a  Guilherme Clezar, 6–4, 4–6, 6–2

### Dobles Masculino
- Gastão Elias /  André Ghem derrotaron en la final a  Jonathan Eysseric /  Miguel Ángel Reyes-Varela, 6–4, 7–6(7-2)